# Mgły
Mgły – polski zespół muzyczny założony w Warszawie w 2014 roku przez Ewę Wyszyńską i Piotra Grudzińskiego.

## Historia
Założyciele grupy poznali się na Akademii Muzycznej im. Karola Szymanowskiego w Katowicach w 2007 roku i od razu rozpoczęli muzyczną współpracę. Początkowo duet wykonywał popularne utwory jazzowe i rozrywkowe, by w 2014 rozpocząć pracę nad autorskim materiałem. Para zaprosiła do współpracy zaprzyjaźnionych muzyków: Adę Wyszyńską, Justynę Paprotę, Rafała Olewnickiego, Wojciecha Seńko, Łukasza Jana Jóźwiaka i Piotra Sobieszka.
W 2017 skład zespołu uległ zmianie i od tego roku grupę tworzą: Ewa Wyszyńska, Ada Wyszyńska, Piotr Grudziński, Wojciech Seńko, Bartosz Mielczarek, Rafał Olewnicki.
W październiku 2017 roku światło dzienne ujrzał pierwszy singiel „Czekam na lato”. Do utworu powstał teledysk w reżyserii Agaty Biziuk, w którym główne role zagrali: Joanna Drabik i Kamil Guzy. W maju 2018 roku grupa zaprezentowała drugi singiel „Bałtyk”. Tak jak w przypadku pierwszego singla, za reżyserię odpowiadała Agata Biziuk. Główne role zagrali: Natalia Wieciech i Sebastian Cybulski. W jednej z końcowych scen pojawili się muzycy zespołu: wokalistka Ewa Wyszyńska i gitarzysta Piotr Grudziński. Utwór triumfował na liście przebojów Polskiego Radia Rzeszów (1 miejsce, notowanie 1445), znalazł się na TOP 20 Wszech Czasów Radia Plus Gryfice i dwukrotnie gościł na kultowej Liście przebojów Programu Trzeciego.
Bałtyk został przebojem 2018 roku Listy Przebojów Radia Plus Gryfice.
W tym samym roku zespół zaangażował się w kampanię społeczną “Projekt Test: Wszyscy testują się na HIV”. Muzycy wystąpili w spocie wyreżyserowanym przez Michała Tylkę u boku Grażyny Wolszczak i Mateusza Grydlika. W tle zabrzmiał pierwszy singiel zespołu “Czekam na lato”.
W 2018 roku Mgły zasiliły szeregi My Name Is New – projektu wytwórni Kayax, mającego na celu promowanie młodych artystów. W ramach tej inicjatywy grupa wydała trzeci singiel „Rzeka”. Do utworu, który znalazł się na playliście My Name Is New, powstał videoklip wyreżyserowany przez twórcę filmów animowanych – Tomasza Głodka. W teledysku wystąpiły: Pola Strusińska i wokalistka zespołu – Ewa Wyszyńska.
W 2019 roku zespół wydał czwarty singiel „Nie mam czasu” – znów pod skrzydłami wytwórni Kayax (w ramach projektu My Name Is New).
3 kwietnia 2020 roku zespół zaprezentował klip do “Smutnej piosenki”, który powstał w Rzymie. Piąty singiel zwiastował nadchodzącą premierę debiutanckiego albumu. Utwór wszedł do zestawienia podstawowego Listy Przebojów Programu Trzeciego Marka Niedźwieckiego i Piotra Barona, triumfował na Liście Przebojów TOP 30 Radia Plus Gryfice, znalazł się także na playliście Spotify – „New Music Friday Polska”.
24 kwietnia 2020 roku zespół zaprezentował swój pierwszy album “Samotna podróż do Arkadii”. W dniu premiery, utwór „Cisza nocna” trafił na playlisty Spotify „New Music Friday Polska”, a następnie „Zacisze”.        
Materiał z debiutanckiego krążka zespół zaprezentował m.in. podczas festiwali: Wschód Kultury (koncert Kobiety Wschodu), Białystok New Pop Festival czy koncertu radiowego w Polskim Radiu Białystok.         
W lipcu 2020 roku, zespół zainicjował akcję „Wy i Mgły – Interaktywna Kompozycja”, która była eksperymentem muzycznym, mającym na celu stworzenie trzech utworów w okresie trzech miesięcy, przy realnym udziale fanów (projekt w ramach programu „Kultura w sieci” MKiDN).
W 2021 roku, grupa znalazła się w gronie zwycięzców plebiscytu „Niebieski Mikrofon – Muzyczna Nagroda Polskiego Radia Białystok 2020”, organizowanego przez Polskie Radio Białystok. Stacja uhonorowała zespół „Nagrodą Polskiego Radia Białystok”.

## Muzycy

### Obecny skład zespołu
- Ewa Wyszyńska – śpiew
- Ada Wyszyńska – śpiew
- Piotr Grudziński – gitara elektryczna, akustyczna
- Wojciech Seńko – instrumenty klawiszowe
- Bartosz Mielczarek – gitara basowa
- Rafał Olewnicki – perkusja, instrumenty perkusyjne

### Współpracownicy
- Justyna Paprota – śpiew
- Piotr Sobieszek – instrumenty perkusyjne
- Łukasz Jan Jóźwiak – gitara basowa
- Krzysztof Lenczowski – wiolonczela
- Daniel Orlikowski – trąbka, flugelhorn
- Łukasz Makowski – kontrabas

## Dyskografia

### Albumy
| Tytuł                     | Rok  | Dane dot. albumu                                                                  |
| ------------------------- | ---- | --------------------------------------------------------------------------------- |
| Samotna podróż do Arkadii | 2020 | - Data wydania: 24.04.2020 - Wydawca: Wytwórnia Mgły - Dystrybucja cyfrowa: Kayax |

### Single
| Rok  | Tytuł |
| ---- | --- |
| 2017 | Czekam na lato (album „Samotna podróż do Arkadii”) - Premiera: 18.10.2017 - Wydawca: Wytwórnia Mgły - Dystrybucja cyfrowa: Kayax  |
| 2018 | Bałtyk (album „Samotna podróż do Arkadii”) - Premiera: 09.05.2018 - Wydawca: Wytwórnia Mgły - Dystrybucja cyfrowa: Kayax          |
| 2018 | Rzeka (album „Samotna podróż do Arkadii”) - Premiera: 19.10.2018 - Wydawca: Kayax/MNIN - Dystrybucja cyfrowa: Kayax               |
| 2019 | Nie mam czasu (album „Samotna podróż do Arkadii”) - Premiera: 05.04.2019 - Wydawca: Kayax/MNIN - Dystrybucja cyfrowa: Kayax       |
| 2020 | Smutna piosenka (album „Samotna podróż do Arkadii”) - Premiera: 03.04.2020 - Wydawca: Wytwórnia Mgły - Dystrybucja cyfrowa: Kayax |
| 2020 | Nocny lot w nieznane (w ramach projektu „Wy i Mgły – Interaktywna Kompozycja”) - Premiera: 24.07.2020 - Wydawca: Wytwórnia Mgły   |
| 2020 | Ta sama krew (w ramach projektu „Wy i Mgły – Interaktywna Kompozycja”) - Premiera: 28.08.2020 - Wydawca: Wytwórnia Mgły           |
| 2020 | Jest taki świat (w ramach projektu „Wy i Mgły – Interaktywna Kompozycja”) - Premiera: 25.09.2020 - Wydawca: Wytwórnia Mgły        |